# Barra do Cuieté
Barra do Cuieté é um distrito do município brasileiro de Conselheiro Pena, no interior do estado de Minas Gerais. Segundo o censo demográfico de 2022, realizado pelo Instituto Brasileiro de Geografia e Estatística (IBGE), sua população era de 1 303 habitantes e havia 524 domicílios particulares permanentes ocupados. Possui área de 156,50 km² conforme a Fundação João Pinheiro (FJP). Foi criado pela lei estadual nº 148 de 17 de dezembro de 1938, juntamente à emancipação da cidade.
De acordo com o IBGE, em 2010 a população era de 1 666 habitantes e havia 852 domicílios particulares.
O distrito é atendido pela Estrada de Ferro Vitória a Minas (EFVM), que atravessa a região e oferece saídas diárias de trens de passageiros com destino às cidades de Belo Horizonte (MG) e Cariacica, na Grande Vitória (ES), sendo operada pela mineradora Vale. 